# Saint-Michel-Loubéjou
Saint-Michel-Loubéjou település Franciaországban, Lot megyében. Lakosainak száma 416 fő (2022. január 1.). Saint-Michel-Loubéjou Autoire, Belmont-Bretenoux, Bretenoux, Cornac, Prudhomat, Saint-Jean-Lespinasse és Saint-Médard-de-Presque községekkel határos.

## Népesség
A település népessége az elmúlt években az alábbi módon változott:
| Lakosok száma | 281  | 295  | 296  | 362  | 383  | 397  | 401  | 405  | 407  | 416  |
|               | 1968 | 1982 | 1990 | 2006 | 2013 | 2015 | 2017 | 2019 | 2020 | 2022 |